# Sığacık
Sığacık je čast Seferihisaru, v provincii İzmir. Má téměř čtyři tisíce obyvatel (k 2022). Od centra Seferihisaru je méně než 5 kilometrů daleko. V Sığacıku se nachází přístav.
Sığacık leží poblíž starověkého města Teos. V Sığacıku se nachází také osmanský hrad (nyní v troskách) z roku 1522.